# Shigaraki-Keramik

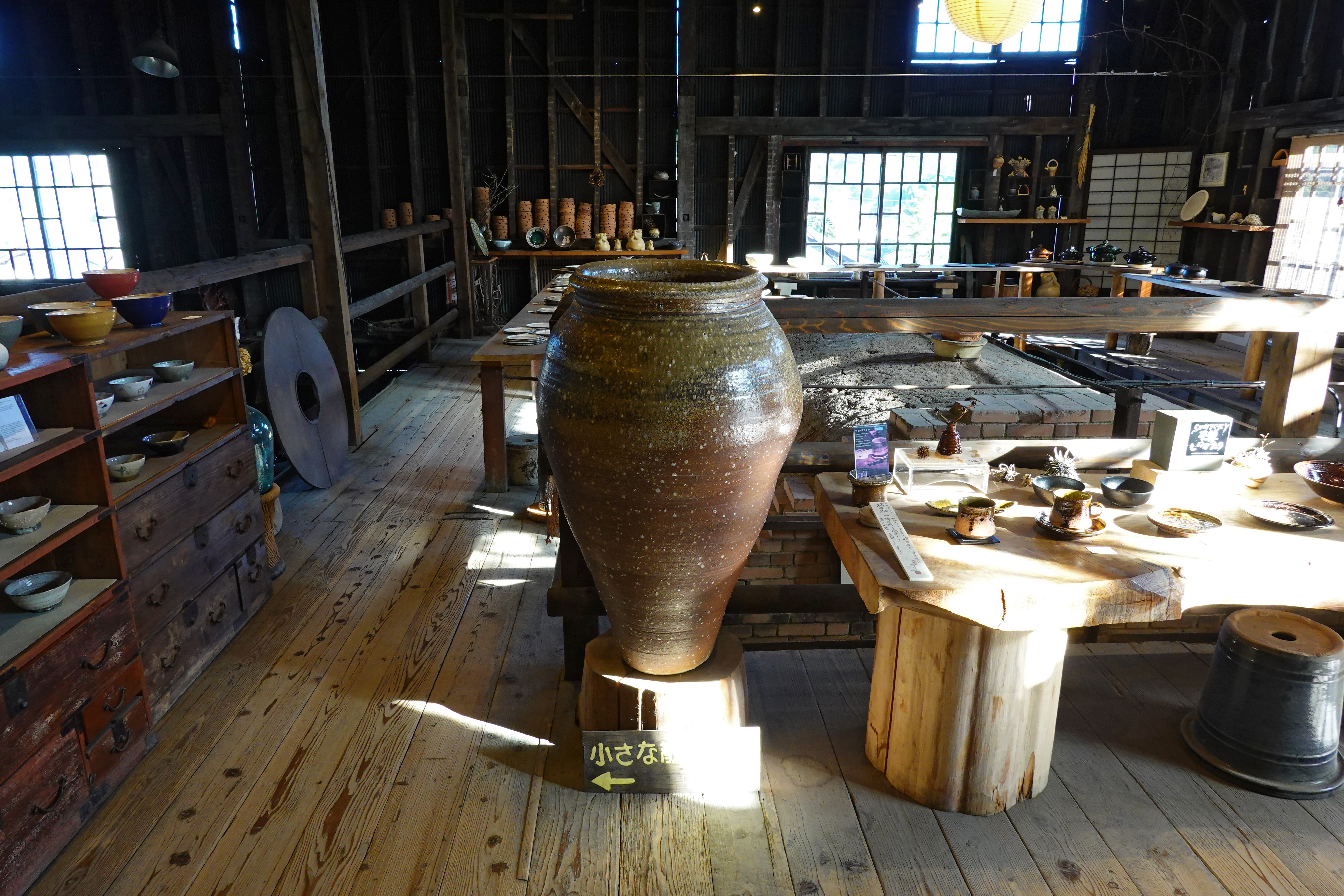
Shigaraki modernes Feinsteinzeug auf Tanikan Ofen in Shigaraki

Shigaraki-Keramik (japanisch 信楽焼, Shigaraki-yaki) ist die Bezeichnung für japanische Keramikprodukte, die hauptsächlich in Shigaraki in der Präfektur Shiga hergestellt werden. Shigaraki gehört – abgesehen von der Mino-Keramik, das eine Sonderstellung einnimmt – zu den Sechs alten Brennöfen, die „Rokkoyō“.

## Übersicht
Shigaraki-Keramik wird der Überlieferung nach im Shigaraki-Tal seit der Kamakura-Zeit (1185–1333) produziert. Damals stellten die Töpfer dort nur Ware für den lokalen Gebrauch her. Die größeren Gefäße wurden auf der Wendel hergestellt, die kleineren Stücke wurde ab dem 16. Jahrhundert auf der Drehscheibe gefertigt. Absichtlich glasierte Stücke finden sich ebenfalls im 16. Jahrhundert, obwohl Streifen von natürlicher Ascheglasur auf schon von alters her auf den Schulterpartien der größeren Gefäße zu finden sind.
Mit dem Beginn des 16. Jahrhunderts wurde die Shigaraki-Keramik für die Tee-Zeremonie genutzt. Ab dem Ende des 19. Jahrhunderts wurden auch andere Produkte hergestellt. Dazu gehören die „Hibachi“ (火鉢) – Keramik-Gefäße, die mit glühender Kohle zum Händewärmen gefüllt werden. Weiter sind Pflanzengefäße und verschiedene andere Gartenprodukte im Angebot. Eine Spezialität sind große „Tanuki“-Figuren aus Steingut, die Sake-Becher halten. Sie werden vor dem Haus oder im Garten aufgestellt.
Wie an anderen Orten mit Keramik-Produktion werden auch in Shigaraki zum Brennen der Ware meist „Noborigama“ (登り窯) – etwa „Hangöfen“ verwandt.

## Bilder

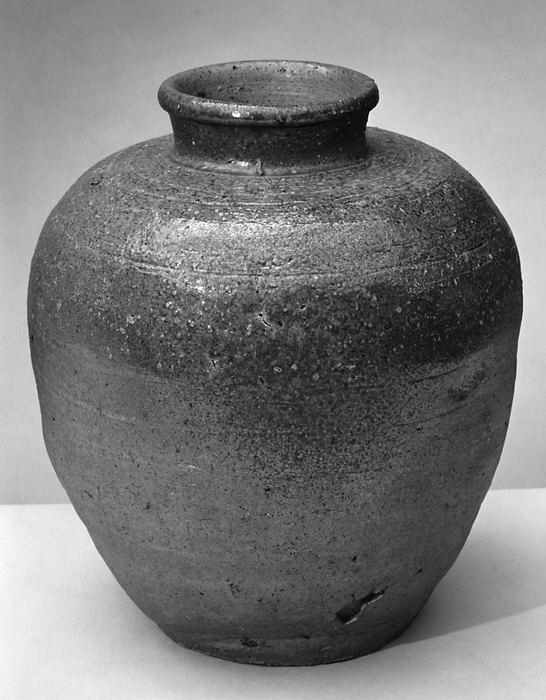
Gefäß
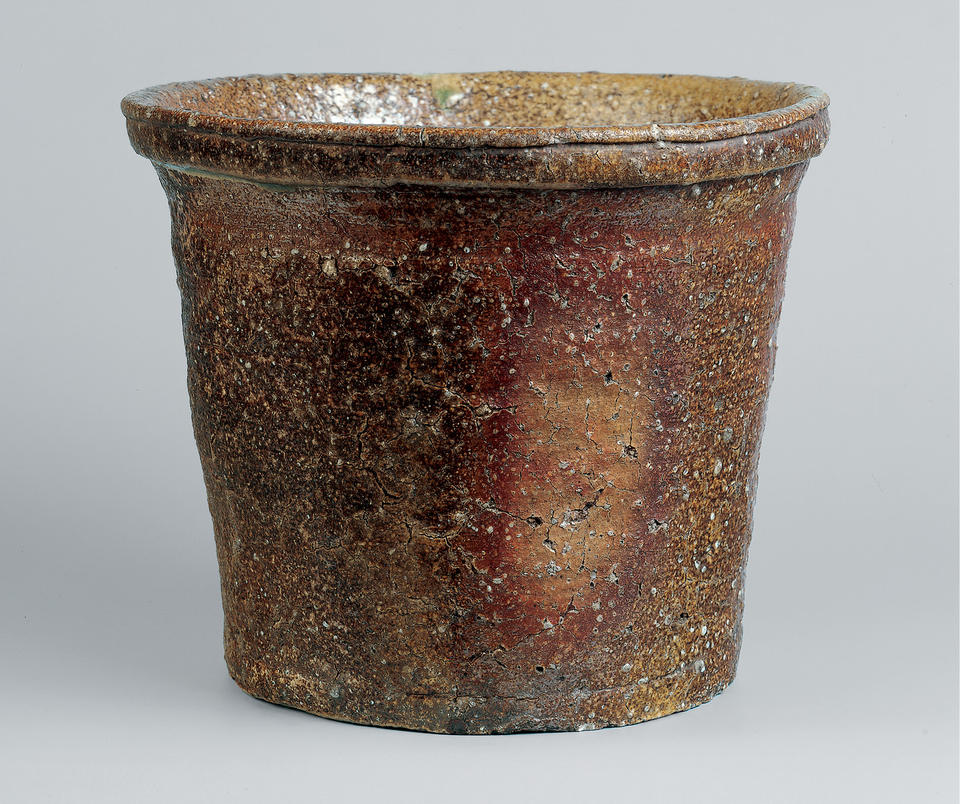
Gefäß mit Aschenglanz
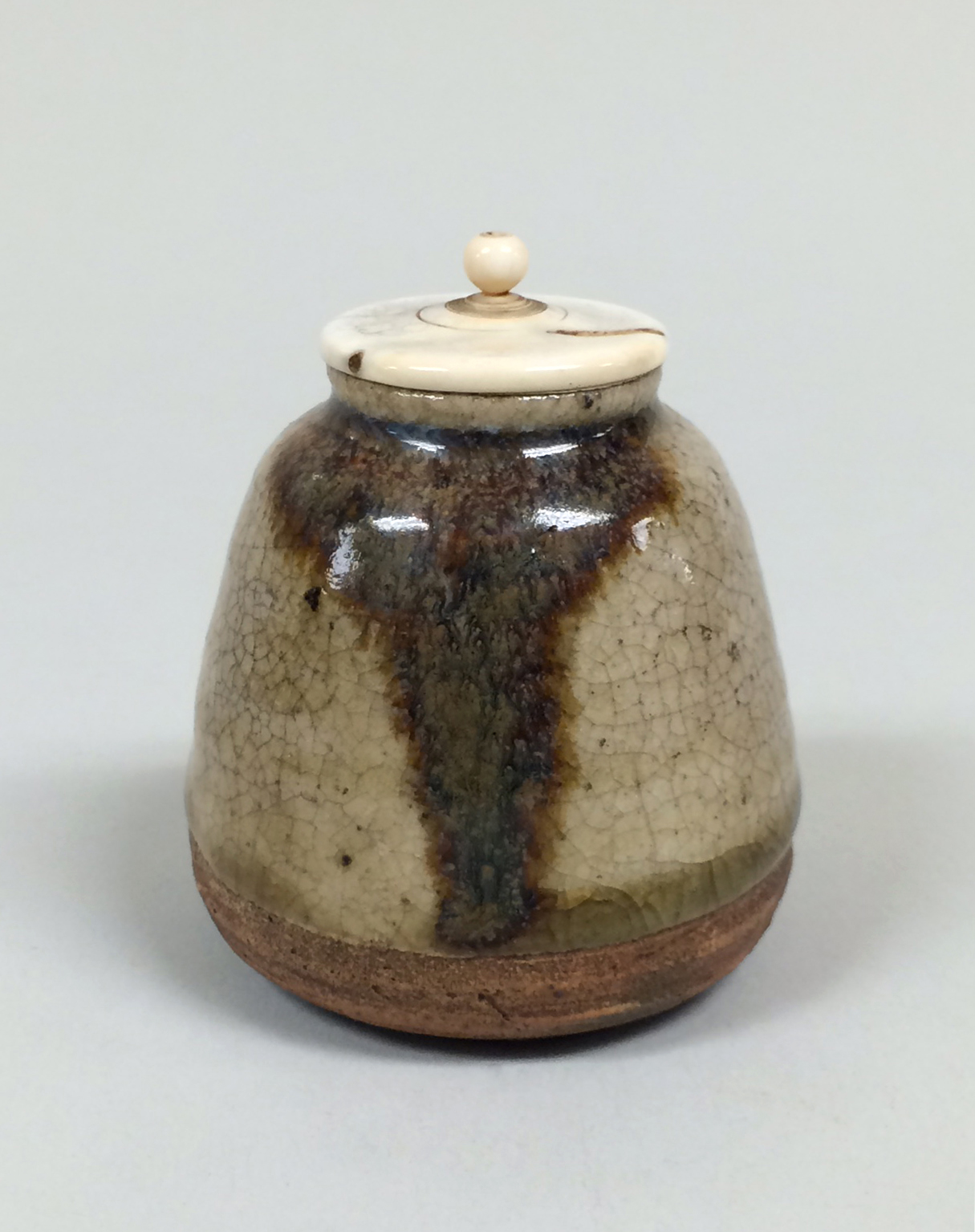
Tee-Gefäß
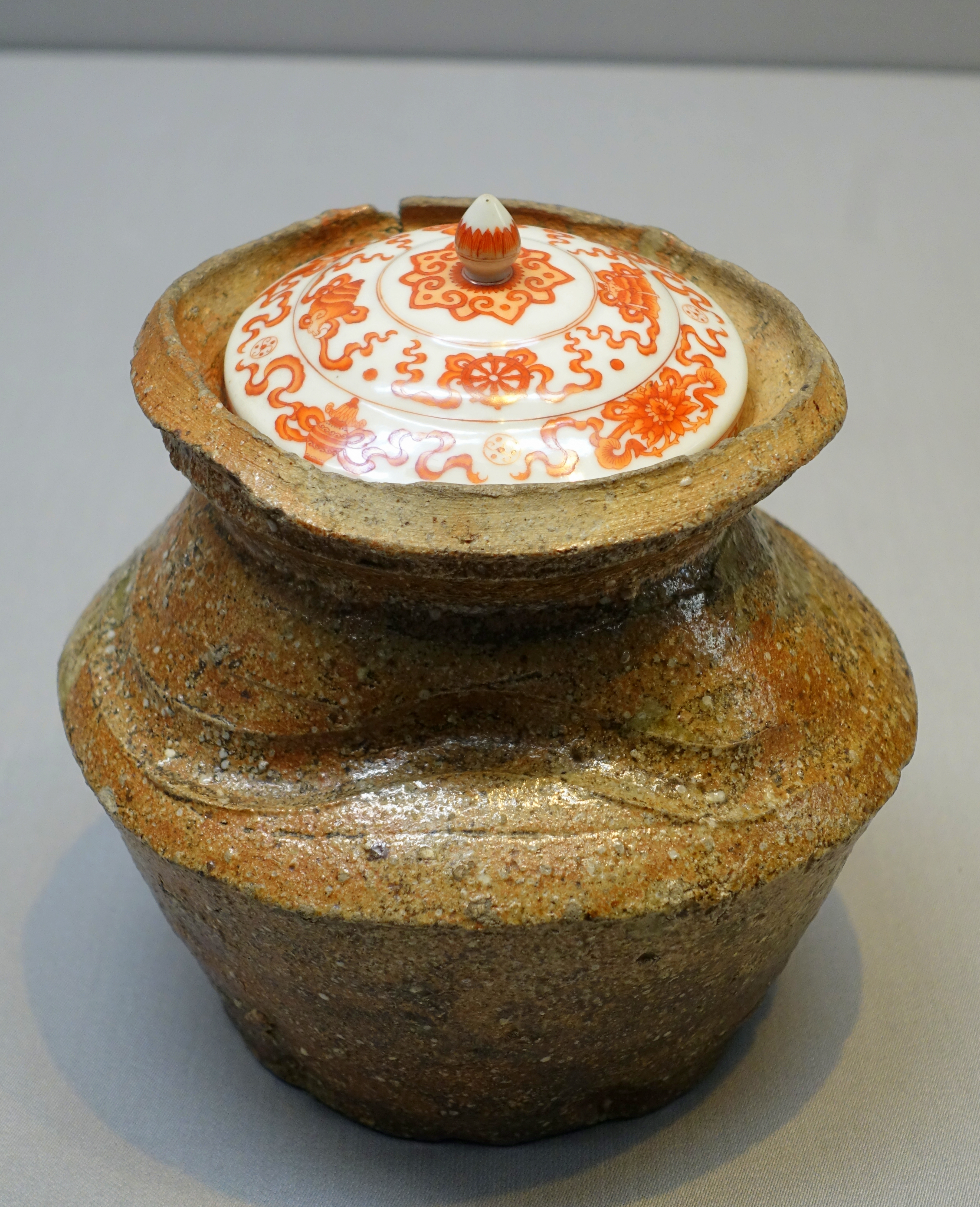
Wasser-Gefäß, Meiji-Zeit
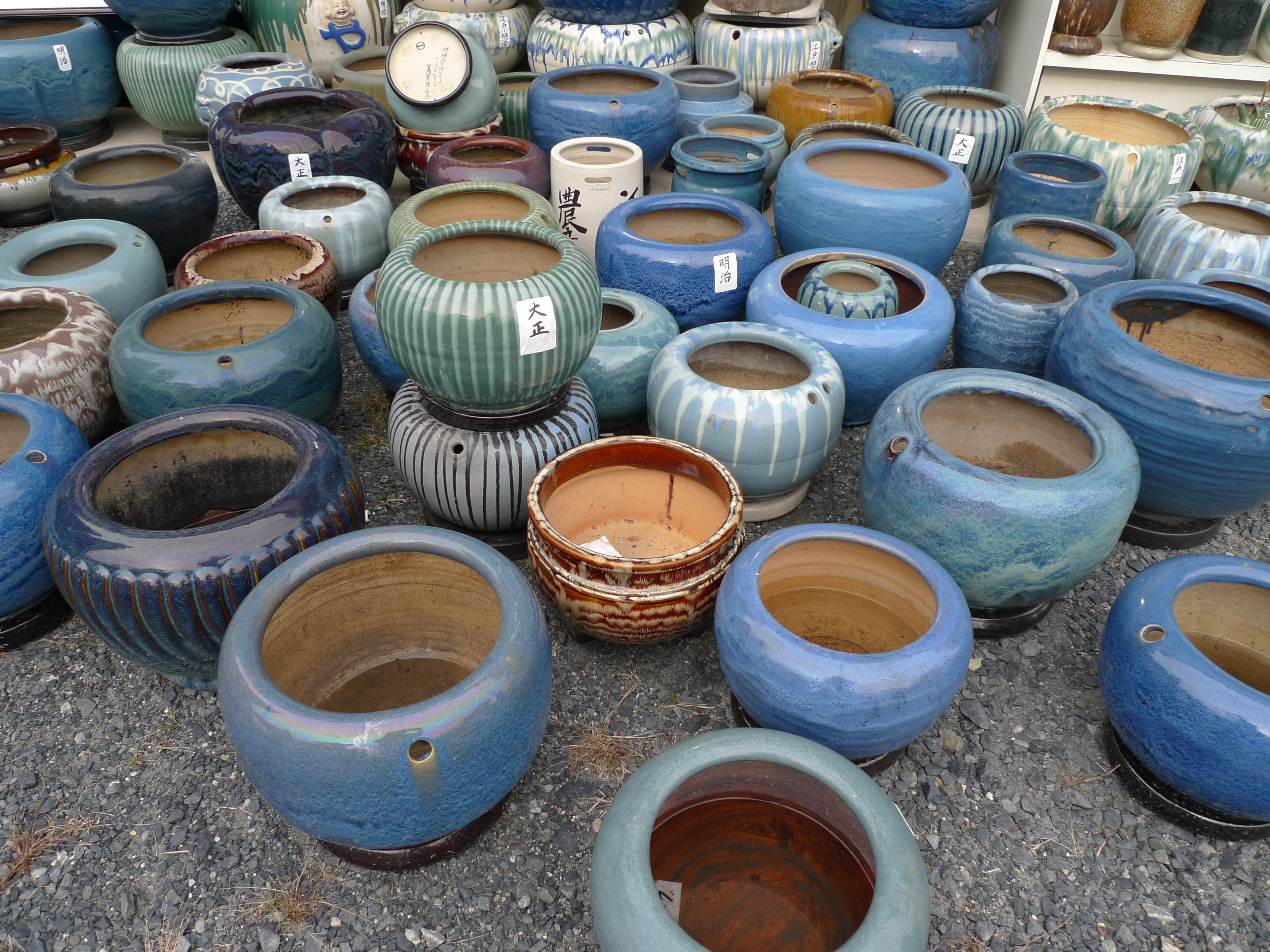
Kohlebecken
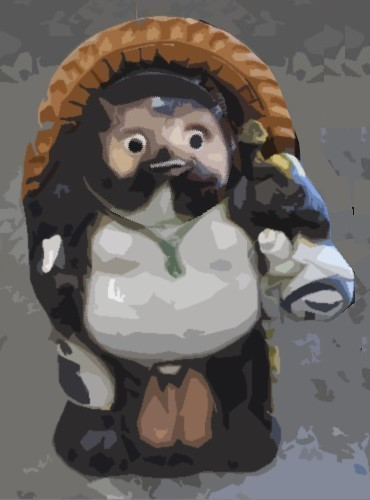
Tanuki
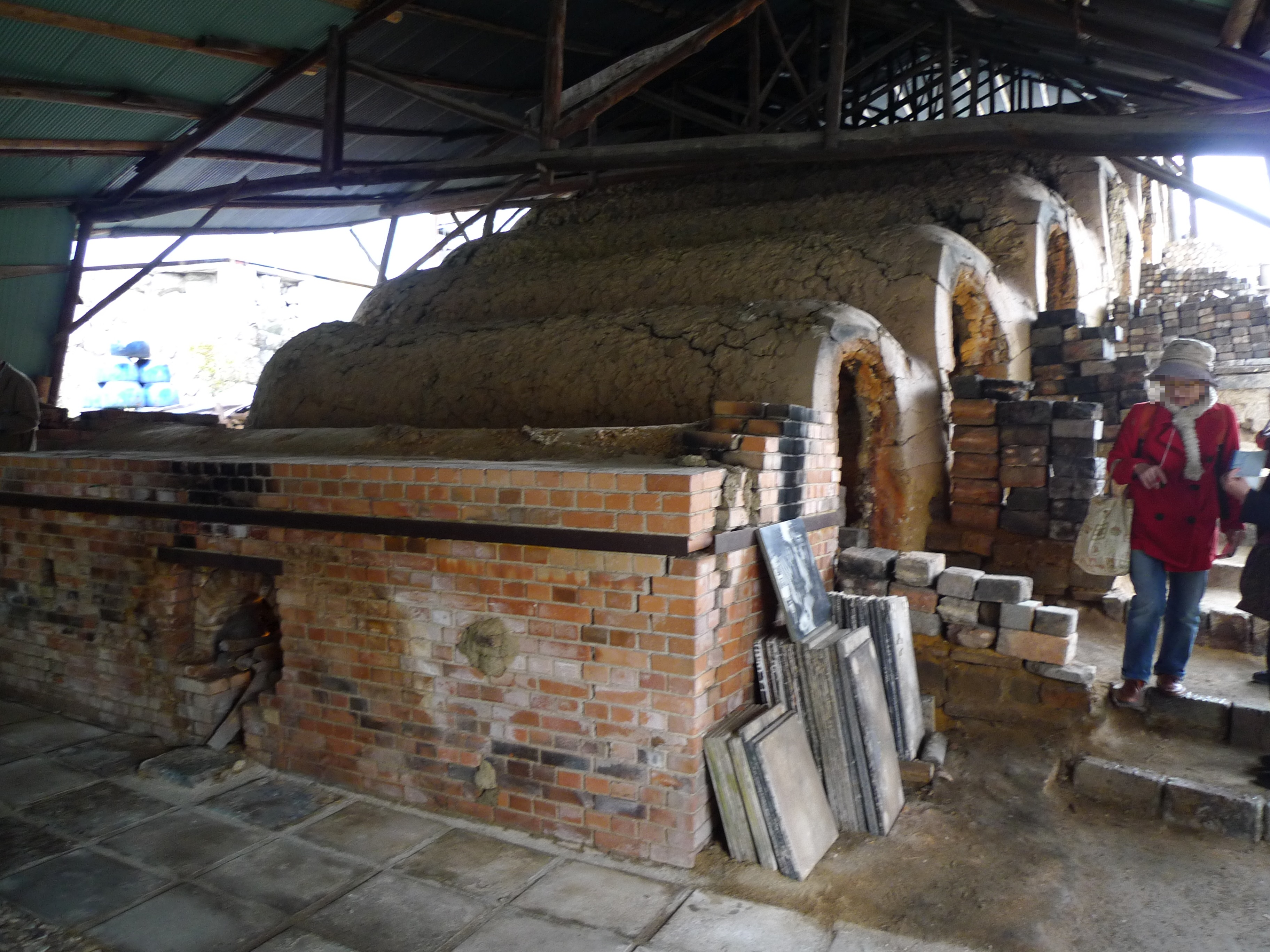
Hangofen